# 4 Kampé
Clip vidéo
[vidéo] « 4 Kampé », sur YouTube
Clip vidéo
[vidéo] « 4 Kampé II », sur YouTube
4 Kampé est un single du chanteur franco-haitien Joé Dwèt Filé.

## Remix
- 4 Kampé II avec Burna Boy

## Polémique
Après la sortie de 4 Kampé II avec Burna Boy, Fabrice Rouzier les accuse de plagiat sur la chanson Je vais, à la fois sur le plan musical et visuel, et porte plainte, tandis que les artistes, eux, parlent d’hommage et de malentendu,.

## Classements et certifications

### Classements hebdomadaires
| Classements (2024) pour 4 Kampé         | Meilleure position |
| --------------------------------------- | ------------------ |
| Belgique (Wallonie Ultratop 50 Singles) | 46                 |
| France (SNEP)                           | 5                  |
| Suisse (Schweizer Hitparade)            | 82                 |

| Classements (2025) pour 4 Kampé II | Meilleure position |
| ---------------------------------- | ------------------ |
| France (SNEP)                      | 61                 |

### Certification
| Région | Certification | Ventes/Streams |
| --- | ------------- | -------------- |
| France (SNEP)                                                                                             | Diamant       | 50 000 000*    |
| *Ventes selon la certification xNon précisé par la certification ‡ventes/streaming selon la certification |               |                |

## Distinction
- 2025: Flamme du morceau de musiques caribéennes ou d’inspiration caribéenne par Les Flammes